# Clarins Open
Clarins Open byl profesionální tenisový turnaj žen hraný ve francouzské metropoli Paříži. Probíhal v sezónách 1987–1992, s odehráním šesti ročníků. Na okruhu WTA Tour se nejdříve řadil do nejnižší kategorie Tier V, z níž se v roce 1990 posunul do vyšší úrovně Tier IV. Konal se v zářijovém termínu na antukových otevřených dvorcích. Roku 1993 jej nahradil pařížský Open GDF Suez.
Československá vítězka z roku 1988 Petra Langrová na turnaji debutovala v rámci okruhu WTA Tour. Jednalo se o její jedinou singlovou trofej kariéry v této úrovni tenisu. 
Generálním sponzorem se stala francouzská kosmetická firma Clarins, po níž nesl název.

## Přehled finále

### Dvouhra
| Rok  | kat.    | dotace      | vítězka              | finalistka            | výsledek           |
| 1987 |         | 50 000 USD  | Sabrina Golešová     | Sandra Wassermanová   | 7–5, 6–1           |
| 1988 | Tier V  | 50 000 USD  | Petra Langrová       | Sandra Wassermanová   | 7–6(7–0), 6–2      |
| 1989 | Tier V  | 100 000 USD | Sandra Cecchiniová   | Regina Rajchrtová     | 6–4, 6–7(5–7), 6–1 |
| 1990 | Tier IV | 150 000 USD | Conchita Martínezová | Patricia Tarabiniová  | 7–5, 6–3           |
| 1991 | Tier IV | 150 000 USD | Conchita Martínezová | Ines Gorrochateguiová | 6–0, 6–3           |
| 1992 | Tier IV | 150 000 USD | Sandra Cecchiniová   | Emanuela Zardová      | 6–2, 6–1           |

### Čtyřhra
| Rok  | kat.    | dotace      | vítězky                                            | finalistky                                                | výsledek      |
| 1987 |         | 50 000 USD  | Isabelle Demongeotová Nathalie Tauziatová          | Sandra Cecchiniová Sabrina Golešová                       | 1–6, 6–3, 6–3 |
| 1988 | Tier V  | 50 000 USD  | Alexia Dechaumeová-Balleretová Emmanuelle Derlyová | Louise Fieldová Nathalie Herremanová                      | 6–0, 6–2      |
| 1989 | Tier V  | 100 000 USD | Sandra Cecchiniová Patricia Tarabiniová            | Nathalie Herremanová Catherine Suireová                   | 6–1, 6–1      |
| 1990 | Tier IV | 150 000 USD | Kristin Godridgeová Kirrily Sharpeová              | Alexia Dechaumeová-Balleretová Nathalie Herremanová       | 4–6, 6–3, 6–1 |
| 1991 | Tier IV | 150 000 USD | Petra Langrová Radka Zrubáková                     | Alexia Dechaumeová-Balleretová Julie Halardová-Decugisová | 6–4, 6–4      |
| 1992 | Tier IV | 150 000 USD | Sandra Cecchiniová Patricia Tarabiniová            | Rachel McQuillanová Noëlle van Lottumová                  | 7–5, 6–1      |